# Jürgen Polzehl
Jürgen Polzehl (* 1953 in Zerpenschleuse) ist ein deutscher Kommunalpolitiker (SPD). Er war von 2005 bis 2021 hauptamtlicher Bürgermeister von Schwedt/Oder. 2013 wurde er für eine zweite achtjährige Amtszeit wiedergewählt.

## Werdegang
Polzehl wurde 1953 als Sohn eines Strommeisters aus Zerpenschleuse am Finowkanal geboren.
Polzehl wuchs ab 1957 in Schwedt auf und besuchte dort die Polytechnische Oberschule Käte Duncker und machte eine Ausbildung zum Chemiefacharbeiter. Nach einem Studium in Köthen war er als Verfahrenstechniker zunächst fünf Jahre bei einem Betrieb für Gasherstellung in Brandenburg an der Havel beschäftigt und ging 1978 nach Schwedt zurück, wo er beim Petrolchemischen Kombinat (PCK) in der Projektierung tätig war. 1989 wechselte er in die Stadtverwaltung und war dort zuletzt 1. Beigeordneter und damit 1. Stellvertreter von Bürgermeister Peter Schauer sowie Dezernent für Stadtentwicklung, Wirtschaft und Bau. Seit dem 1. Dezember 2005 war er Bürgermeister von Schwedt/Oder, nachdem er die Wahl mit 75 % gewonnen hatte. Er wurde am 22. September 2013 gegen die parteilose ehemalige Linke Nadine Heckendorn mit 79 % der Wählerstimmen wiedergewählt.
Polzehl ist mit einer Lehrerin für Mathematik und Chemie verheiratet und hat zwei Kinder.